# Margarita Diez-Colunje y Pombo
 (août 2023).
La mise en forme du texte ne suit pas les recommandations de Wikipédia : il faut le « wikifier ».
Les points d'amélioration suivants sont les cas les plus fréquents. Le détail des points à revoir est peut-être précisé sur la page de discussion.
- Les titres sont pré-formatés par le logiciel. Ils ne sont ni en capitales, ni en gras.
- Le texte ne doit pas être écrit en capitales (les noms de famille non plus), ni en gras, ni en italique, ni en « petit »…
- Le gras n'est utilisé que pour surligner le titre de l'article dans l'introduction, une seule fois.
- L'italique est rarement utilisé : mots en langue étrangère, titres d'œuvres, noms de bateaux, etc.
- Les citations ne sont pas en italique mais en corps de texte normal. Elles sont entourées par des guillemets français : « et ».
- Les listes à puces sont à éviter, des paragraphes rédigés étant largement préférés. Les tableaux sont à réserver à la présentation de données structurées (résultats, etc.).
- Les appels de note de bas de page (petits chiffres en exposant, introduits par l'outil «  Source ») sont à placer entre la fin de phrase et le point final[comme ça].
- Les liens internes (vers d'autres articles de Wikipédia) sont à choisir avec parcimonie. Créez des liens vers des articles approfondissant le sujet. Les termes génériques sans rapport avec le sujet sont à éviter, ainsi que les répétitions de liens vers un même terme.
- Les liens externes sont à placer uniquement dans une section « Liens externes », à la fin de l'article. Ces liens sont à choisir avec parcimonie suivant les règles définies. Si un lien sert de source à l'article, son insertion dans le texte est à faire par les notes de bas de page.
- La présentation des références doit suivre les conventions bibliographiques. Il est recommandé d'utiliser les modèles {{Ouvrage}}, {{Chapitre}}, {{Article}}, {{Lien web}} et/ou {{Bibliographie}}. Le mode d'édition visuel peut mettre en forme automatiquement les références.
- Insérer une infobox (cadre d'informations à droite) n'est pas obligatoire pour parachever la mise en page.

Pour une aide détaillée, merci de consulter Aide:Wikification.
Si vous pensez que ces points ont été résolus, vous pouvez retirer ce bandeau et améliorer la mise en forme d'un autre article.
 (décembre 2023).
Margarita Diez-Colunje y Pombo (10 juin 1838 - 18 avril 1919), est une historienne, traductrice et généalogiste colombienne.

## Jeunesse et éducation
Margarita Diez-Colunje y Pombo est née à Buenaventura le 10 juin 1838 où son père, José María Diez-Colunje Caballero est originaire du Panama, est administrateur des douanes. Sa mère Natalia Pombo O'Donnell est la nièce d'Enrique O'Donnell ainsi que la cousine de Leopoldo O'Donnell,, et de Conde I de Lucena. À son baptême, ses parents lui choisissent pour parrain son cousin Julio Arboleda Pombo, et pour marraine María Josefa Mallarino de Holguín, la mère du président Carlos Holguín Mallarino.
Remarquée pour sa précocité et son intelligence, elle apprend à lire à l'âge de quatre ans. Sa tante maternelle, Teresa Pombo O'Donnell, prend en charge son éducation élémentaire et déménage avec elle à Bogota, où Diez-Colunje entre au Colegio del Sagrado Corazón, une école pour femmes fondée et dirigée par Sixta Tulia Pontón y Piedrahita (1814-1861), la veuve du général Francisco de Paula Santander. À la mort de sa tante, l'éducation et l'instruction de Diez-Colunje sont assurées par un oncle maternel, Lino de Pombo O'Donnell.
À l'université de Bogota, Diez-Colunje suit des cours de français, de religion, d'histoire, de grammaire, d'arithmétique, de géométrie, de géographie, de physique, d'anglais, de musique et de broderie, et compte parmi ses professeurs et précepteurs des personnalités importantes de l'époque, notamment Mariano Ospina Rodríguez et José Manuel Groot. Elle apprend à parler couramment le français, suffisamment pour devenir une traductrice expérimentée de cette langue vers l'espagnol.

## Carrière
Elle publie plusieurs écrits dans la revue Popayán, fondée par son fils, Miguel Arroyo Diez, et Antonino Olano.
Fine observatrice de son époque, Diez-Colunje raconte en détail dans ses Apuntamientos (Nominations) les circonstances de l'assassinat de son cousin, le président Julio Arboleda Pombo en 1862, ainsi que la prise de Popayán par les forces de l'opposition des années plus tard, au cours de laquelle sa propre famille subir de lourdes percussions.
Dans une lettre datée de 1893, l'historien panaméen Juan Bautista Pérez y Soto demande à Diez-Colunje de l'aider à rassembler des données sur les événements du Cauca, destinées à un livre qu'il prépare.
Parmi ses travaux inédits, Emigración de Popayán en 1877 y 1878 se distingue, dans lequel l'autrice dresse une liste détaillée des près de 200 membres de familles payanaises qui ont été forcés d'émigrer à Bogotá, Quito ou Lima, en raison de la situation politique difficile qui prévaut à cette époque.

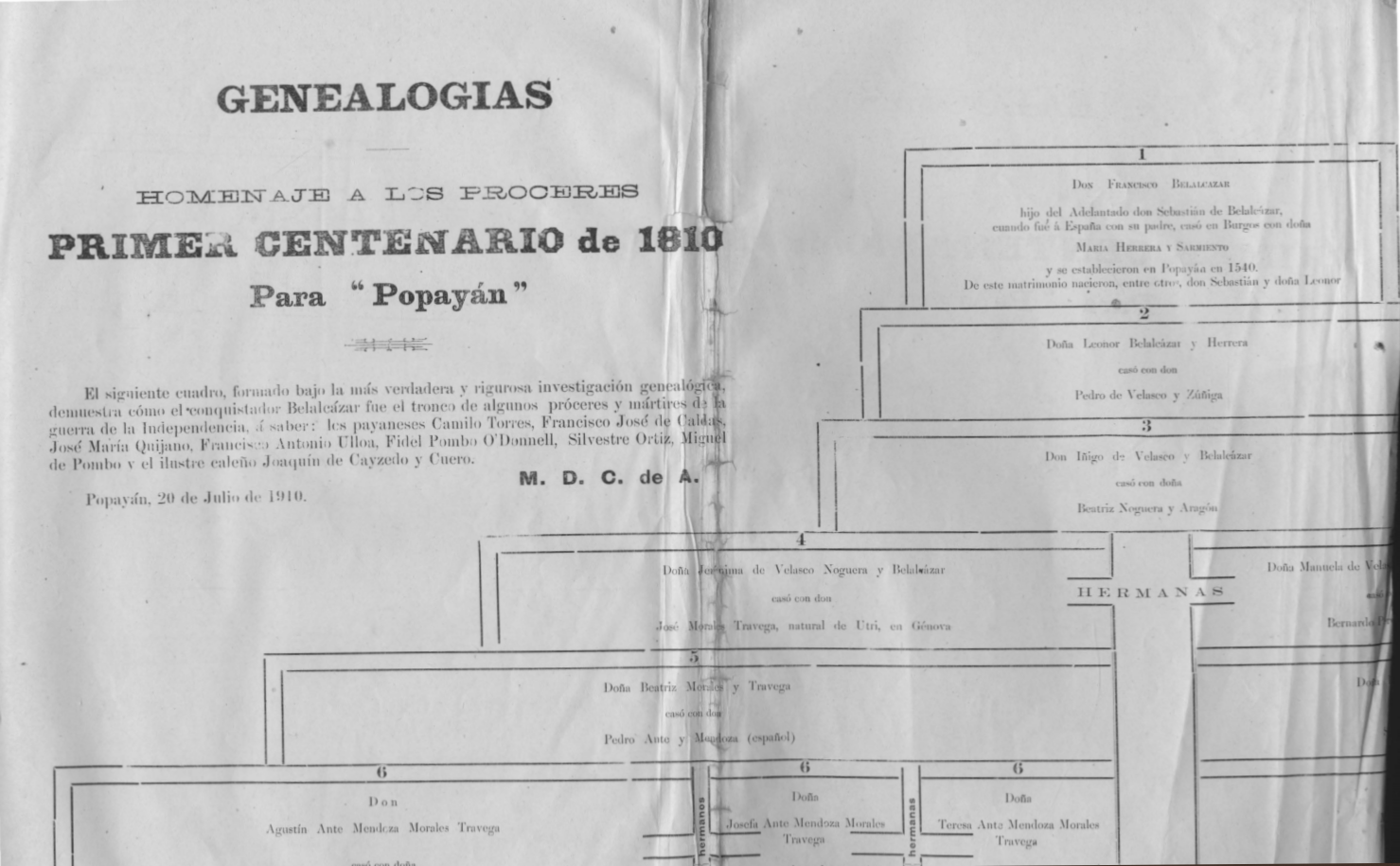
Détail du tableau généalogique préparé par Diez-Colunje pour la revue Popayán, à l'occasion du premier centenaire de l'Indépendance.

En 1910, à l'occasion de la commémoration du premier centenaire de l'indépendance nationale, elle établit et démontre, après de minutieuses recherches historiques, que le conquérant Sebastián de Belalcázar est le lien entre plusieurs héros de l'Indépendance, parmi lesquels Silvestre Ortiz, Fidel Pombo O'Donnell, Miguel de Pombo, Francisco José de Caldas, José María Quijano, Francisco José de Caldas, Camilo Torres Tenorio et Joaquín Cayzedo y Cuero,. Cette étude obtient une large reconnaissance parmi les historiens de l'époque et est imprimée et reproduite abondamment tout au long du XXe siècle.
Ses traductions du français couvrent des thèmes historiques, biographiques et lyriques. Parmi ses publications les plus abouties figurent Los muros de una prisión, La jornada sangrienta et María de Médicis.
Peu avant sa mort en 1919, Diez-Colunje écrit la biographie d'Ignacio Muñoz Córdoba (1857-1935), dans laquelle elle décrit la vie de l'homme d'affaires prospère du Cauca et son essor commercial grâce, entre autres, à l'achat de nombreuses haciendas du Cauca, y compris Genagra Alto, qui appartenait à la famille Arroyo. Ces mémoires sont compilés et transcrits à titre posthume par son petit-fils, Miguel Antonio Arroyo Arboleda, et publiés des années plus tard sous le titre Recuerdos de don Ignacio Muñoz.

## Vie privée

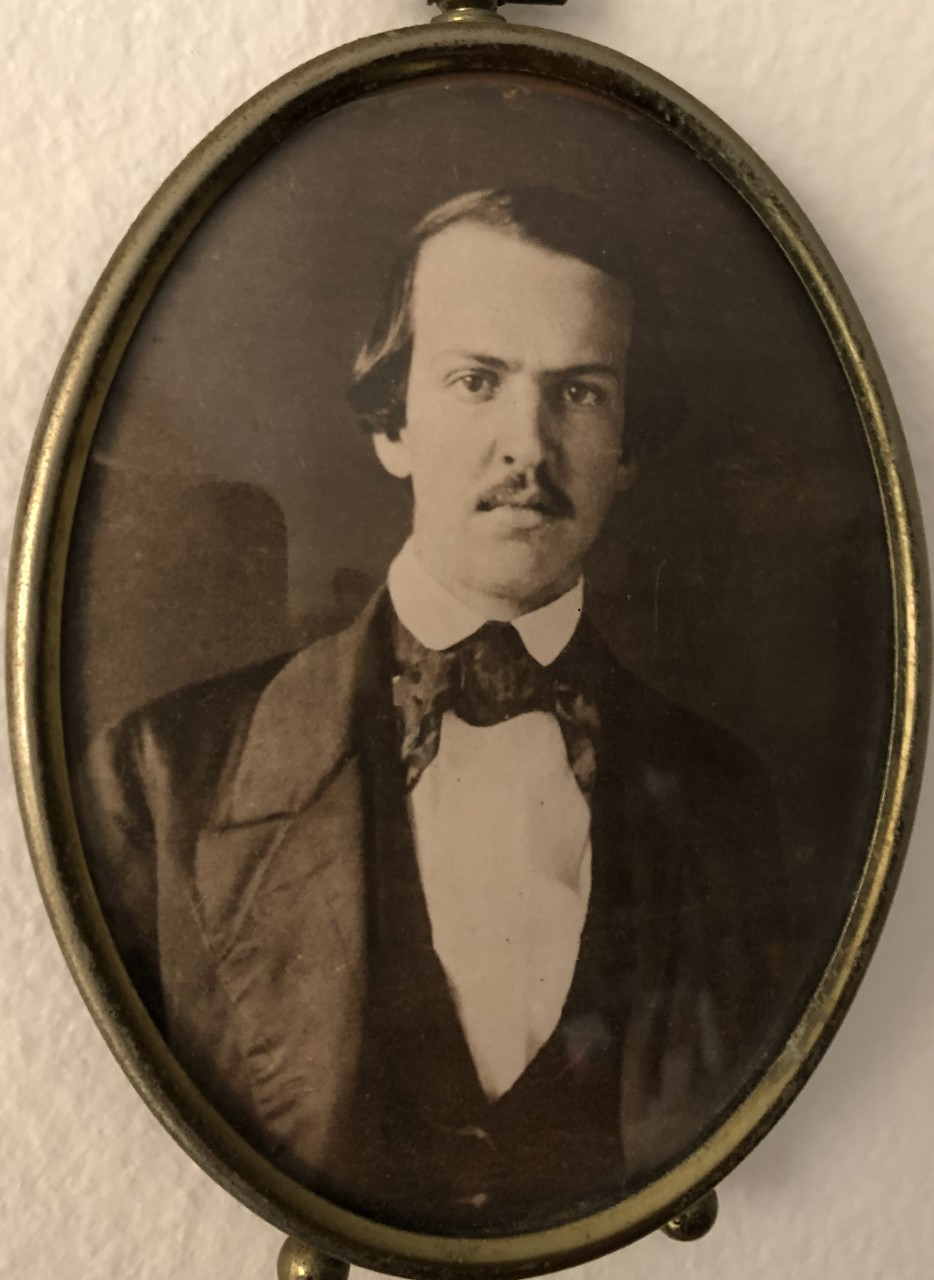
Miguel Arroyo Hurtado

Le 25 mars 1857, à Popayán, Margarita Diez-Colunje épousa le leader politique Miguel Arroyo Hurtado avec qui elle eut quatre enfants :
- Beatriz Arroyo Diez, artiste ayant laissé à la postérité de nombreuses œuvres aux techniques variées comme le pastel et l'huile sur toile ;
- Miguel Arroyo Diez, éminent homme politique et historien, marié à María Manuela Olano Borrero ;
- Santiago Arroyo Diez, membre de l'Académie colombienne d'histoire, marié à Zoila Arboleda Sánchez ;
- José Antonio Arroyo Diez, maire de Popayán en 1905, marié à Sofía Arboleda Quijano[15].

En raison des luttes fratricides qui ravegent la Colombie au cours de la seconde moitié du xixe siècle, la famille Arroyo Diez doit s'installer en Équateur à plusieurs reprises et pour de longues périodes.
Diez-Colunje fut syndic de la Confrérie de San Antonio de Padoue, établie à Popayán en 1772 par un bref papal du pape Clément XIV, dont le siège permanent est à la Iglesia de San Francisco à Popayán. Cette fonction est transmise à sa fille, Beatriz Arroyo Diez, et de là, à sa nièce, Sofía Dolores Arroyo de Arboleda.
Diez-Colunje meurt le 18 avril 1919, à l'âge de 81 ans, à Popayán (capitale du Cauca).